# Stazione meteorologica di Farini
La stazione meteorologica di Farini è la stazione meteorologica di riferimento relativa alla località di Farini.

## Coordinate geografiche
La stazione meteo si trova nell'Italia nord-orientale, in Emilia-Romagna, in provincia di Piacenza, nel comune di Farini, a 426 metri s.l.m. e alle coordinate geografiche 44°43′N 9°34′E.

## Dati climatologici
In base alla media trentennale di riferimento 1961-1990, la temperatura media del mese più freddo, gennaio, si attesta a +1,0 °C; quella del mese più caldo, luglio, è di +21,6 °C .
| Farini             | Mesi | Mesi | Mesi | Mesi | Mesi | Mesi | Mesi | Mesi | Mesi | Mesi | Mesi | Mesi | Stagioni | Stagioni | Stagioni | Stagioni | Anno |
| Farini             | Gen  | Feb  | Mar  | Apr  | Mag  | Giu  | Lug  | Ago  | Set  | Ott  | Nov  | Dic  | Inv      | Pri      | Est      | Aut      | Anno |
| ------------------ | ---- | ---- | ---- | ---- | ---- | ---- | ---- | ---- | ---- | ---- | ---- | ---- | -------- | -------- | -------- | -------- | ---- |
| T. max. media (°C) | 4,6  | 6,5  | 11,4 | 15,8 | 19,9 | 24,5 | 27,9 | 25,7 | 22,2 | 16,1 | 10,4 | 6,2  | 5,8      | 15,7     | 26,0     | 16,2     | 15,9 |
| T. min. media (°C) | −2,5 | −1,5 | 2,0  | 6,1  | 9,8  | 13,1 | 15,4 | 14,5 | 12,3 | 8,3  | 3,2  | −0,5 | −1,5     | 6,0      | 14,3     | 7,9      | 6,7  |